# Eleccions generals espanyoles d'abril de 1872

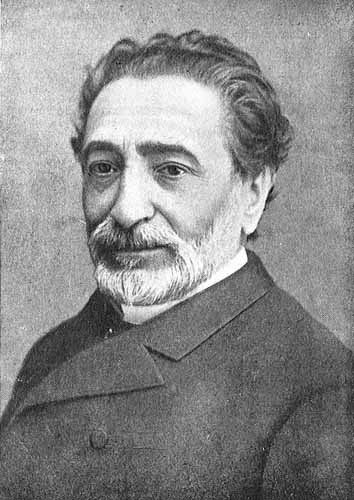
Práxedes Mateo Sagasta, cap del Partit Progressista

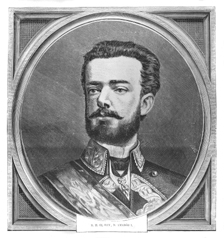
El rei Amadeu I

Les eleccions generals espanyoles d'abril de 1872 foren convocades el 3 d'abril de 1872 sota sufragi universal masculí. Foren les segones eleccions convocades durant el breu regnat d'Amadeu I, a causa de la divisió interna del Partit Progressista que provocà la seva divisió en dues forces polítiques, el Partit Radical dirigit per Manuel Ruiz Zorrilla i el Partit Constitucional dirigit per Práxedes Mateo Sagasta, que incorporarà alguns membres de la Unió Liberal de Francisco Serrano Domínguez.
En total foren escollits 391 diputats, endemés dels 11 de Puerto Rico i 18 de Cuba. Els Progressistes es presentaren en coalició amb els conservadors i varen guanyar les eleccions. Els federals de Pi i Margall van quedar segons (es van abstenir els federalistes intransigents). Fou nomenat president del Congrés dels Diputats el conservador Antonio de Ríos Rosas, i president del Senat Francisco Santa Cruz.
Práxedes Mateo Sagasta fou nomenat cap de govern, però l'esclat de la Tercera Guerra Carlina el 15 d'abril va dificultar les tasques de govern, i fou substituït per Francisco Serrano Domínguez el 26 de maig. El 13 de juny, però, també va dimitir i fou nomenat cap de govern Manuel Ruiz Zorrilla, qui davant la impossibilitat de formar govern estable va convocar noves eleccions per al 24 d'agost de 1872.

## Composició de la Cambra
| ← Eleccions generals espanyoles, 3 d'abril de 1872 →                                       |               |                          |
| Partit                                                                                     | Escons        | Líder                    |
| Coalició Conservadora-constitucional - Conservadors - Partit Constitucional - No Establits | 236 129 82 25 | Práxedes Mateo Sagasta   |
| Partit Republicà Democràtic Federal                                                        | 52            | Francesc Pi i Margall    |
| Partit Radical                                                                             | 42            | Manuel Ruiz Zorrilla     |
| Comunió Catòlico-Monàrquica                                                                | 38            | Cándido Nocedal          |
| Partit Moderat                                                                             | 11            | Alejandro Mon y Menéndez |
| Independents                                                                               | 3             |                          |
| No establerts                                                                              | 9             |                          |

## Resultats per circumscripcions

### Catalunya
- Barcelona
  - Víctor Balaguer i Cirera (partit Constitucional)
  - Rafael Boet i Moreu
  - Tomàs Fàbregas
  - Antoni Ferratges de Mesa i Ballester (Partit Constitucional)
  - Estanislau Figueras i de Moragas (Partit Republicà Democràtic Federal)
  - Frederic Gomis i Mestre (Partit Constitucional)
  - Antonio González Llorente
  - Francesc d'Assís Madorell i Badia (Partit Constitucional)
  - Josep Maluquer i de Tirrell (Partit Constitucional)
  - Joan Martí i Torres (Partit Republicà Democràtic Federal)
  - Francesc Pi i Margall (Partit Republicà Democràtic Federal)
  - Frederic Pons i Montells (Partit Constitucional)
  - Francesc Puigjaner i Gual (Partit Republicà Democràtic Federal)
  - Luis de Ramón
  - José de Rates
  - Eduard Reig i Carreras (Partit Constitucional)
  - Ignacio Sabater Arauco
  - Santiago Soler i Pla (Partit Republicà Democràtic Federal)
- Girona
  - José Álvarez Mariño (Partit Constitucional)
  - Ricardo Ayuso Espinosa
  - Joan Fabra i Floreta (Partit Constitucional)
  - José López del Castillo
  - Práxedes Mateo Sagasta (Partit Constitucional)
  - Antonio Orense y Lizaur
  - Albert de Quintana i Combis (Partit Constitucional)
  - Alexandre de Roca i Blanc
- Lleida
  - Bonaventura Agulló i Prats
  - Ramon Ferrer i Iglesias
  - Francisco Martínez Brau (conservador)
  - Manuel Sánchez y García
  - Ramon Tagle
  - Josep Teixidó i Jové
  - Pere Antoni Torres i Jordi (Partit Constitucional)
- Tarragona
  - Buenaventura Abarzuza Ferrer (Partit Republicà Democràtic Federal)
  - Francesc Xavier Calbó i Trillas (Partit Constitucional)
  - Ramon Grau i Prats
  - Magí Lladós i Rius (Partit Constitucional)
  - Buenaventura Oriol y Salvador, marquès de Casa Oriol (Comunió Catolicomonàrquica)
  - Joaquim Piñol i Navàs (Partit Constitucional)
  - Marià Rius i Montaner (Partit Constitucional)
  - Fermín Villamil y Cancio

### Illes Balears
- Joaquim Fiol i Pujol (Partit Republicà Democràtic Federal)
- Teodor Làdico i Font (Partit Republicà Democràtic Federal)
- Antoni Palau de Mesa (Unió Liberal)
- Eusebi Pascual i Orrios
- Marià de Quintana i Ramon (Partit Radical)
- Ignasi Vidal i Bennàsar (Partit Republicà Democràtic Federal)
- Antoni Villalonga Pérez (Partit Republicà Democràtic Federal)

### País Valencià
- Alacant
  - José Luis Albareda y Sezde (Unió Liberal)
  - José Amat y Sempere (Unió Liberal)
  - Federico Bas Moró (Conservador)
  - José Bas Moró (Conservador)
  - Tomás Capdepón Martínez (Partit Constitucional)
  - Buenaventura Carbó y Alcoy
  - Emilio Castelar y Ripoll (Partit Republicà Democràtic Federal)
  - Mariano Cazurro García
  - Gregorio Cruzada Villaamil (Partit Constitucional)
  - José María Fernández de la Hoz Gómez
- Castelló
  - Miguel Alegre Gil (Partit Constitucional)
  - Francisco Bañón Algarra
  - Vicente Ferrer Soriano (Partit Constitucional)
  - Francisco González Chermá (Partit Republicà Democràtic Federal)
  - Carlos O'Donnell y Abreu (Unió Liberal)
  - José Royo Salvador (Comunió Catòlico-Monàrquica)
- València
  - Vicente Chapa Olmos (Partit Constitucional)
  - José Antonio Guerrero Ludeña (Partit Republicà Democràtic Federal)
  - Luis de Molini Martínez (Partit Radical)
  - Juan Francisco Parras
  - Josep Peris i Valero (Partit Constitucional)
  - Domingo Ripoll y Gimeno (Partit Radical)
  - José Ros y Escoto (Partit Constitucional)
  - Joaquín Rosell y Gil (Partit Radical)
  - Trinitario Ruiz Capdepón (Partit Constitucional)
  - José Emilio de Santos
  - Josep Soriano i Plasent (Partit Radical)
  - Josep Cristòfol Sorní i Grau (Partit Republicà Democràtic Federal)
  - José Trechuelo y Vida
  - Enrique Villarroya Llorens (Partit Constitucional)
  - Pelegrí Vitoria i Gosálbez